# Diospyros burmanica
Diospyros burmanica är en tvåhjärtbladig växtart som beskrevs av Wilhelm Sulpiz Kurz. Diospyros burmanica ingår i släktet Diospyros och familjen Ebenaceae. Inga underarter finns listade i Catalogue of Life.